# Cemitério de Agramonte

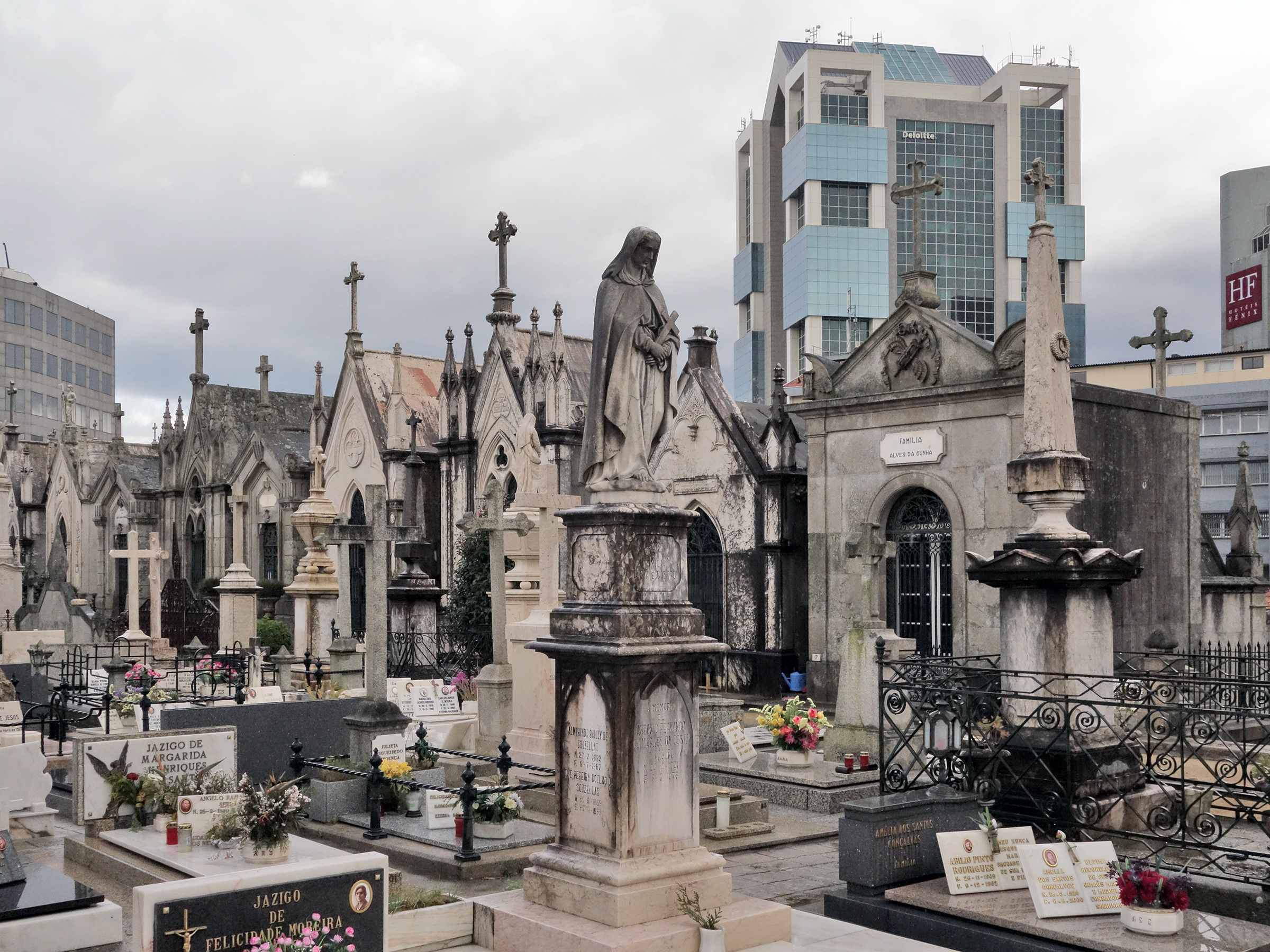
Jazigos e sepulturas do Cemitério de Agramonte (2015)

O Cemitério de Agramonte é um cemitério da cidade do Porto, em Portugal.

## História
Foi inaugurado em 1855, na zona ocidental da cidade. A capela do cemitério foi construída entre 1870 e 1874, projetada pelo engenheiro Gustavo Adolfo Gonçalves, e ampliada em 1906 pelo arquiteto José Marques da Silva. Neste cemitério, a exemplo do que acontece no Cemitério do Prado do Repouso, coexistem os cemitérios privativos de três Ordens Religiosas: Ordem do Carmo, de São Francisco e da Trindade. Os frescos em estilo bizantino foram obra do pintor italiano Silvestro Silvestri, em 1910.
No cemitério estão sepultadas diversas personalidades, como o Conde de Ferreira, o escultor Henrique Moreira, o arqueólogo António Augusto da Rocha Peixoto, a violoncelista Guilhermina Suggia e o cineasta Manoel de Oliveira. As sepulturas, com obras de António Soares dos Reis e António Teixeira Lopes, são uma coleção representativa do trabalho escultural português.

## Personalidades
- Aarão de Lacerda (1890–1947), escritor;
- Abigail de Paiva Cruz (1883–1944), pintora, escultora e ativista;
- Agostinho de Campos (1870–1944), escritor, jornalista e professor;
- Antero de Figueiredo (1866–1953), escritor;
- António Augusto da Rocha Peixoto (1866–1909), arqueólogo e etnólogo;
- António Carneiro (1872–1930), pintor, poeta e professor;
- António Nicolau d'Almeida (1873–1948), fundador do FC Porto;
- António Patrício (1878–1930), escritor e diplomata;
- Arménio Taveira Losa (1908–1988), arquiteto;
- Artur de Magalhães Basto (1894–1960), professor e historiador;
- Augusto de Castro (1883–1971), advogado, jornalista, diplomata e político;
- Berta Alves de Sousa (1906–1997), pianista e compositora;
- Carolina Michaëlis (1851–1925), escritora e professora;
- Clara de Resende (1855–1933), pintora;
- Cláudio Carneyro (1895–1963), compositor;
- Conde da Trindade (1805–1890), nobre;
- Diogo José Cabral (1864–1923), empresário, político e filantropo;
- Dominguez Alvarez (1906–1942), pintor;
- Edgar Cardoso (1913–2000), engenheiro civil;
- Emília Eduarda (1843–1908), atriz, poetisa, dramaturga, escritora e publicista;
- Emílio Biel (1838–1915), empresário e fotógrafo;
- Fernando Cabral (1928–2008), político;
- Ferrer Loureiro (1930–1994), empresário, político e engenheiro;
- Francisco da Silva Gouveia (1872–1951), escultor;
- Francisco José Resende (1825–1893), pintor, escultor e professor;
- Francisco Pinto Bessa (1821–1878), político;
- Gonçalo Sampaio (1865–1937), professor, antropólogo e botânico;
- Guilherme Braga (1845–1874), poeta;
- Guilhermina Suggia (1885–1950), violoncelista;
- Helena Balsemão (1850–1903), atriz;
- Helena Sá e Costa (1913–2006), pianista e professora;
- Henrique Moreira (1890–1979), escultor;
- Jaime Isidoro (1924–2009), pintor;
- Joaquim Ferreira dos Santos (1782–1866), empresário, comerciante e filantropo;
- José Frutuoso Aires de Gouveia Osório (1827–1887), médico e político;
- José Guilherme Pacheco (1821–1889), advogado e político;
- José Sardinha (1845–1906), arquiteto;
- Júlio Dinis (1839–1871), escritor e médico;
- Lino Henrique Bento de Sousa (1857–1921), comerciante e filantropo;
- Luís Costa (1879–1960), compositor, pianista e pedagogo;
- Madalena Sotto (1916–2016), atriz;
- Manoel de Oliveira (1908–2015), cineasta;
- Manuel Joaquim Alves Machado (1822–1915), empresário e filantropo;
- Miguel Ângelo Pereira (1843–1901), compositor e pianista;
- Miguel Veiga (1936–2016), advogado e político;
- Nicolau Medina Ribas (1832–1900), compositor e violinista;
- Pedro Blanco López (1883–1919), compositor, pianista e professor;
- Pedro de Oliveira (1823–1883), arquiteto;
- Ricardo Jorge (1858–1939), médico, investigador, higienista, professor e escritor pioneiro na Saúde Pública;
- Tomásia Veloso (1864–1888), atriz de teatro e cantora lírica;

## Memorial às vítimas do Teatro Baquet
Em memória das vítimas do incêndio no Teatro Baquet em 1888, construiu-se no Cemitério de Agramonte um mausoléu memorial. Trata-se de uma gigantesca arca com materiais pertencentes ao próprio edifício do Teatro Baquet, pedaços de ferro torcidos pelo fogo e uma enorme coroa de martírios também em ferro, simbolizando a morte das cerca de 120 vítimas.